# Angie Vázquez
Ángela Vázquez Espinoza (Mexicali, Baja California; 17 de enero de 2001) es una cantante mexicana, conocida por haber sido la vocalista principal del trío pop Vázquez Sounds.

## Carrera
Vázquez ganó notoriedad por primera vez a la edad de 10 años. Luego de que su banda, Vázquez Sounds, subiera el video de su cover de «Rolling in the Deep», canción originalmente interpretada por la cantante británica Adele, a finales de 2011. El video se volvió viral y el grupo se convirtió en una sensación de internet en México y en otros países de habla hispana.
Proporcionó la voz para los cuatro álbumes con Vázquez Sounds: Vázquez Sounds (2012), Invencible (2014), Sweet Christmas Ukulele & Jazz (2015) y Phoenix (2019).
Angie prestó su voz para interpretar el tema principal de la película Secret of the Wings en septiembre del 2012.
En 2017 debutó como conductora en el reality de baile 'Dance Generation', programa transmitido por Lifetime (canal de televisión).
Angie Vázquez debutó como actriz al participar en la serie biográfica de Luis Miguel, titulada Luis Miguel. Apareció en el capítulo 8 interpretando a una joven llamada Diana Correa, la cual audiciona para la nueva disquera de Luis Rey cantando "Arena" del grupo Trigo Limpio.
En el 2022 comenzó su carrera como solista al lanzar su primer EP titulado "Recuerdo". Actualmente trabaja en su primer álbum debut.

## Álbumes

### Con Vázquez Sounds
| Año  | Álbum | Posiciones |
| ---- | --- | ---------- |
| 2012 | Vázquez Sounds - Lanzamiento: 19 de abril de 2012 - Formato: CD + DVD - Discográfica: Sony Music Latinoamérica | México: 4  |

| Año  | Álbum | Posiciones |
| ---- | --- | ---------- |
| 2014 | Invencible - Lanzamiento: 9 de septiembre de 2014 - Formato: CD, descarga digital - Discográfica: Sony Music Latinoamérica | N/A        |

| Año  | Álbum | Posiciones |
| ---- | --- | ---------- |
| 2015 | Sweet Christmas Ukulele & Jazz - Lanzamiento: 13 de noviembre de 2015 - Formato: CD (limitado), descarga digital - Discográfica: N/A | N/A        |

| Año  | Álbum | Posiciones |
| ---- | --- | ---------- |
| 2019 | Phoenix - Lanzamiento: 15 de noviembre de 2019 - Formato: descarga digital - Discográfica: BeYou Entertainment | N/A        |

| Año  | Álbum | Posiciones |
| ---- | --- | ---------- |
| 2014 | Locos por la Música - Lanzamiento: 22 de julio de 2014 - Formato: descarga digital - Discográfica: Sony Music Latinoamérica | Mexico: 1  |

### Solista
| Año  | EP | Posiciones |
| ---- | --- | ---------- |
| 2022 | Recuerdo - Lanzamiento: 1 de junio de 2022 - Formato: descarga digital - Discográfica: Virgin Music Label & Artist Services | N/A        |

| Año  | Álbum | Posiciones |
| ---- | --- | ---------- |
| 2023 | Uno de Nosotros - Lanzamiento: 17 de mayo de 2023 - Formato: descarga digital - Discográfica: Virgin Music Label & Artist Services | N/A        |

## Individual
A lo largo de los años, Vázquez ha proporcionado la voz para varias versiones musicales que se han lanzado como sencillos y también ha lanzado varias canciones originales.
| Canciones con Vázquez Sounds - 2011: "Rolling in the Deep" (interpretada originalmente por Adele) - 2011: "All I Want for Christmas Is You" (interpretada originalmente por Mariah Carey) - 2012: "Forget You" (interpretada originalmente por Cee Lo Green) - 2012: "The Show" (realizado originalmente por Lenka) - 2012: "I Want You Back" (interpretada originalmente por The Jackson Five) - 2012: "Let It Be" (interpretada originalmente por The Beatles) - 2012: "Skyscraper" (interpretada originalmente por Demi Lovato) - 2013: "La Separación" (Tema para Secret of the Wings) - 2013: "Time After Time" (interpretada originalmente por Cyndi Lauper) - 2013: "Next to Me" (interpretada originalmente por Emeli Sandé) - 2013: "Complicated" (realizado originalmente por Avril Lavigne) - 2013: "Blowin' in the Wind" (interpretada originalmente por Bob Dylan) - 2014: "Te soñaré" (canción original) - 2014: "Me voy, me voy" (canción original) - 2014: "Volaré" (canción original) - 2014: "Invencible" (canción original) - 2014: "En mí, no en ti" (original song) - 2015: "Riptide" (originalmente interpretada por Vance Joy) - 2015: "Buenos Dias Señor Sol" (interpretada originalmente por Juan Gabriel) - 2016: "Dreams" (interpretada originalmente por Fleetwood Mac) - 2017: "Te Encontré" (canción original) - 2017: "Julio" (canción original) - 2018: "Volverte a ver" (canción original) - 2019: "What a Feeling" (interpretada originalmente por Irene Cara) | Sencillos como solista - 2022: "Recuerdo" (canción original) - 2022: "Si Te Vas" (canción original) - 2022: "Hoy Te Quiero Ver" (canción original) - 2022: "En Libertad" (canción original) - 2023: "Primer Amor" (canción original) - 2023: "Uno de Nosotros" (canción original) EP "Recuerdo" - Recuerdo - Si Te Vas - Hoy Me Voy - Lejos - Yo Te Quería Más Álbum "Uno de Nosotros" - Recuerdo - Si Te Vas - Yo Te Quería Más - En Libertad - Hoy Me Voy - Lejos - Hoy Te Quiero Ver - Extraño - Primer Amor - Natalia - Uno De Nosotros |